# Melanozom
Melanozom je speciální organela, která slouží k tvorbě a shromažďování melaninu v pigmentových buňkách obratlovců. U člověka se nachází v melanocytech v kůži a v oku a v pigmentových epiteliálních buňkách sítnice.

## Struktura
Zralý melanozom má 500–700 nm v průměru a má přibližně kulovitý tvar. Je obklopen lipidovou dvouvrstvou.

## Biogeneze

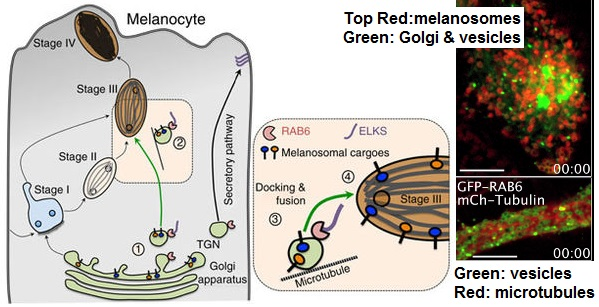
Na levém schématu je znázorněn postupný vývoj melanozomu v melanocytu; v pravé části je mikrofotografie melanocytu z fluorescenčního mikroskopu (melanozomy červeně)

Melanozom a další podobné organely patří mezi tzv. organely příbuzné lysozomům (lysosome-related organelles). S lysozomem je spojuje podobný molekulární aparát, např. komplexy BLOC1 a BLOC2.
Melanozom vzniká ve vyvíjejících se melanocytech a jeho prekurzorem je časný endozom, který obsahuje množství intraluminálních váčků (stadium I). Ve stadiu II přibývá proteinových fibril, jež je možno pozorovat v cytoplazmě na snímku v elektronovém mikroskopu. Tehdy začíná syntéza melaninu pomocí enzymu tyrosinázy. Melanin postupně zaplňuje celý vnitřek buňky (stadium III), až ho zcela vyplní (stadium IV).
Zralé melanozomy jsou transportovány do cytoplazmatických membránových výběžků (dendritů) melanocytů, které se dostávají do kontaktu s okolními pokožkovými buňkami – keratinocyty. Transport těmito výběžky je závislý na molekulárních motorech a tubulinovém i aktinovém cytoskeletu. Následně jsou melanozomy předány do keratinocytů; přesný průběh tohoto předání stále není znám. Melanozomy jsou určitým způsobem pohlceny keratinocyty, kde následně zůstávají a chrání tělo před škodlivými účinky UV záření.

## Fosilní melanozomy
Od roku 2008 bylo již vícekrát oznámeno izolování fosilních melanozomů ze zkamenělých těl živočichů starých desítky milionů let. Zejména se jedná o tzv. opeřené dinosaury z Číny, jako byly rody Anchiornis nebo Sinosauropteryx.